# اسخیرمونیکوخ
اسخیرمونیکوخ (به هلندی: Schiermonnikoog) جزیره از مجمع‌الجزایر فریزلند غربی  که در شمال هلند واقع شده است. اسخیرمونیکوخ در میان جزیره روتم‌پلات و آملند قرار گرفته است. 

## تاریخچه
اسخیرمونیکوخ یک جزیره توریستی است و سالانه ۳۰۰ هزار نفر از آن بازدید می‌کنند . اولین بار از اسخیرمونیکوخ  و ساکنانش در سندی که برای فیلیپ دوک بورگاندی نوشته شد بود اشاره شده است اولین ساکنان جزیره راهبان ابی کلارکامپ بودند در سال ۱۵۸۰ اداره اسخیرمونیکوخ از دست راهبان بیرون آمد بخشی ایالت فریزلند امپراتوری هابسبورگ شد از سال ۱۶۴۰  به مدت دو قرن اداره اسخیرمونیکوخ در اختیار استاچ‌هاور قرار گرفت  و پس از آن او در سال ۱۸۵۹ به جان اریک بانک فروخت او جزیره را مسطح کرد و آنرا به یک آلمانی به نام هارتویگ آرتور فون برنستورف فروخت پس از جنگ جهانی دوم دولت هلند مالکیت اسخیرمونیکوخ را هارتویگ آرتور فون برنستورف گرفت . 

## دسترسی
تنها راه دسترسی به جزیره استفاده از کشتی‌ها لاورسوگ است. استفاده از خودروی شخصی در جزیره اسکیرمونیکوخ ممنوع است. تنها اتوبوس‌های برقی چینی BYD K9 از سال ۲۰۱۳ مجاز به حرکت اسکیرمونیکوخ هستند . 

## جاذبه‌های توریستی
- باشگاه سوارکاری
- زمین بازی وایت ویند
- فانوس دریایی واترتورن
- استخر روباز دوناتر
- پارک اسپیلبوس هازویت
- فانوس دریایی برج شمالی
- پارک ملی اسکیرمونیکوخ
- پلاژ مارلین
- پلاژ وستراستراند
- مکان یادبود جان اریک بانک
- اقامتگاه پرندگان وسترپلاس